# Hanzelkazikmund (planetka)
(10173) Hanzelkazikmund je planetka nacházející se v hlavním pásu asteroidů. Objevili ji čeští astronomové Lenka Šarounová a Petr Pravec 21. dubna 1995. Byla pojmenována podle českých cestovatelů Jiřího Hanzelky a Miroslava Zikmunda. Kolem Slunce oběhne jednou za 5,41 let.